# Dassault Mirage G
Dassault Mirage G là một thiết kế máy bay tiêm kích phản lực cánh cụp cánh xòe, vừa có cả khả năng đánh chặn vừa tấn công mặt đất với tên lửa hạt nhân.
Một mẫu thử nghiệm trang bị một động cơ với công nghệ thay đổi hình dạng cánh đã được dùng làm thiết kế cơ bản cho loại máy bay mới, Mirage G chỉ cải tiến để lắp 2 động cơ, buồng lái cho 2 phi công, mẫu máy bay này có tên gọi là Mirage G4. Tuy nhiên, dự án này cũng gặp phải những khó khăn, đó là phải đáp ứng được nhưng thay đổi liên tục, và Quân đội Pháp đòi hỏi một thiết kế chuyên dụng cho mục đích đánh chặn. Và phiên bản Mirage G8 một chỗ ngồi đã ra đời như một nỗ lực của hãng Dassault để tiếp tục nhận được kinh phí từ quân đội nhằm phát triển Mirage G. Sau đó, dự án được tiếp tục tiến hành, chi phí cho dự án cũng được duy trì, nhưng những đòi hỏi về khả năng thực hiện nhiệm vụ đã thay đổi, và dự án đã bị hủy bỏ vào giữa thập kỷ 1970.

## Phát triển
Vào năm 1966, chương trình về máy bay cất hạ cánh thẳng đứng đã bị hoãn lại. Dù các kỹ sư Pháp đã tính toán kỹ trên lý thuyết, nhưng khi áp dụng vào thực tế thì lại nảy sinh rất nhiều khó khăn. Động cơ phản lực nâng cần rất nhiều nhiên liệu để hoạt động nhưng lại không có khả năng tạo đủ lực nâng để máy bay cất cánh. Đồng thời với kiểu máy bay này sẽ bị hạn chế về phạm vi hoạt động và sức công phá của vũ khí, mà 2 điều này rất quan trọng trong nhiệm vụ tấn công mặt đất, phạm vi hoạt động và vũ khí đã làm hạn chế tính linh hoạt của loại máy bay cất hạ cánh thẳng đứng.
Bộ quốc phòng đã nhận thấy những bế tắc trong việc phát triển loại máy bay trên và yêu cầu một dự án máy bay mới như một giải pháp thay thế. Các quan chức của Không quân đã đề nghị chế tạo một mẫu máy bay cánh cụp cố định. Đầu tiên, người ta dự định trao cho nó các nhiệm vụ ngăn chặn các máy bay xâm phạm không phận thuộc loại phản lực nhỏ bay ở độ cao thấp. Một trong số những mục đích chính của dự án này là chế tạo một loại máy bay không sử dụng cánh tam giác, sử dụng yếu tố tăng lực nâng từ thiết kế cánh cụp. Dự án này do Dassault thực hiện, nó có tên gọi là Mirage F2, nó chưa bao giờ vượt ra khỏi giai đoạn nguyên mẫu. Đồng thời vào năm 1964, bộ quốc phòng yêu cầu một nghiên cứu thực hiện trên mẫu máy bay thay đổi được hình dạng của cánh dành cho Không quân và Không quân Hải quân, mẫu máy bay này có tên gọi là Mirage G. Bộ quốc phòng đã đặt hàng hãng Dassault chế tạo một mẫu thử nghiệm vào tháng 10 năm 1965, Mirage G có 2 chỗ ngồi và trang bị 1 động cơ Pratt & Whitney TF-30-6. Mặc dù đã đạt được những thành công từ công nghệ kỹ thuật của nó, nhưng mẫu máy bay này chưa bao giờ nhận được một đơn đặt hàng cho việc sản xuất hàng loạt. Với việc trang bị động cơ của Hoa Kỳ, một lần nữa, đã nâng vấn đề độc lập quốc gia trong lĩnh vực phòng thủ lên hàng đầu.

## Mirage G
Mirage G là một máy bay thí nghiệm trang bị một động cơ phản lực Pratt & Whitney/Snecma TF-30-6. Nó có thiết kế cánh dựa trên loại cánh cố định của mẫu thử nghiệm Mirage F2, hai mẫu cánh này có kích thước và công nghệ khá giống nhau (thân máy bay và động cơ giống hệt nhau). Cả không quân lẫn hải quân đều biểu lộ sự quan tâm đến Mirage G.
Vào tháng 2 năm 1965, mẫu Mirage III G, được thiết kế bởi Jean-Jacques Samin và Jean-Paul Emoré, đã được Bộ quốc phòng Pháp thông quan. 4 tháng sau, hồ sơ đệ trình lên các quan chức bộ quốc phòng đã được hoàn tất và đồng thời một mẫu thiết kế mô hình của Mirage III G đã được trưng bày tại Triển lãm hàng không Paris.
Một vấn đề chính đối với mẫu máy bay này là công nghệ chuyển động cánh, các kỹ sư đã chế tạo một loại cánh có góc quét từ 23° đến 70°. Vào cuối năm 1965, rất nhiều sự phát triển đã được thực hiện đối với Mirage III G. Và máy bay đã được bay thử nghiệm vào ngày 18 tháng 10 năm 1967, nó đã đạt được nhưng thành công nhất định, như bay với trọng tải 15.020 kg trên độ cao 450 m và đạt tốc độ Mach 1.6. Và sau đó nó đạt được đến tốc độ Mach 2.1 trong chuyến bay thử nghiệm cánh cụp với góc nhỏ nhất. 20 chuyến bay đã được thực hiện trong khoảng 2 tháng. Dù đã có được những kết quả ấn tượng, nhưng dự án vẫn bị hủy bỏ vào năm 1968.

## Mirage G4
Dù các quan chức cấp cao của không quân Pháp đã hài lòng với các thử nghiệm trên Mirage G một động cơ, nhưng họ vẫn chọn lựa một máy bay với 2 động cơ Snecma Atar 9K50 cho nhiệm vụ trinh sát tấn công và tác chiến điện tử từ xa (chương trình RAGEL). Vào 15 tháng 9 1967, đội thiết kế của Jean-Claude Brabant đã được chỉ định để thực hiện dự án máy bay 2 động cơ cánh cụp này. Một năm sau, đơn đặt hàng chế tạo 2 chiếc thử nghiệm 2 chỗ với 2 động cơ Atar 9K50 đã được thực hiện, nó có tên gọi là Mirage G4.
Mẫu máy bay này đã đạt được đến tốc độ Mach 2.2, động cơ Atar 9K50 đã gây được những ấn tượng đối với các quan chức của không quân, nhưng họ lại đòi hỏi một máy bay có kết cấu chịu được tốc độ Mach 2.5, và sau đó động cơ Snecma M53 đã được thử nghiệm với mẫu máy bay này.
Nhưng khó khăn về kinh tế sau đó đã gây ra những sự náo động trong xã hội vào tháng 5 1968, thêm vào là tình trạng không rõ ràng đối với đơn đặt hàng để sản xuất G4. Sau đó giám đốc của bộ phận công nghệ hàng không (Service Technique de l’Aéronautique) đã tranh luận với các chỉ huy của không quân và giữ cho dự án vẫn được duy trì. Người ta nhận thấy rằng chi phí cho chương trình (đặt mua 60 chiếc máy bay) nằm ngoài khả năng ngân sách của không quân. Nên người ta đã dành sự ưu tiên vào phiên bản máy bay tiêm kích đánh chặn.

## Mirage G8
Sau khi chương trình thử nghiệm 2 mẫu G4 hủy bỏ, nhưng người Pháp vẫn tiếp tục phát triển chương trình. Để sản xuất hàng loạt, các quan chức cấp cao của không quân muốn một máy bay có 2 động cơ nhưng chỉ có một chỗ cho nhiệm vụ đánh chặn, với một tầm bay ngắn hơn so với G4, họ muốn làm máy bay có chi phí thấp hơn. Mẫu máy bay này có tên gọi là G8, và được trang bị động cơ M53.
Mẫu Mirage G4-01 hai chỗ đã được đổi tên thành G8-01. Nó bay chuyến đầu tiên vào ngày 8 tháng 5 1971 tại Istres, và phi công lái máy bay là Jean-Marie Saget. Vào ngày 13, nó đã đạt đến tốc độ Mach 2.03 với cánh xòe góc 70º.
Mẫu thử nghiệm tứ 2, G4-02, đã được thay đổi sửa chữa thành Mirage G8-02 có một chỗ ngồi. Nó được trang bị động cơ Snecma 9-K50 và trang bị một hệ thống vũ khí đơn giản. G8-02 bay lần đầu tiên vào ngày 13 tháng 7 1972 tại Istres, phi công là Jean-Marie Saget. Nó đã đạt được đến tốc độ lớn hơn bất kỳ loại máy bay chiến đấu nào ở Châu Âu: Mach 2.34 ở độ cao 42.000 ft. Nhưng dù vậy chương trình này vẫn bị hủy bỏ.

## Thông số kỹ thuật (Mirage G8)

### Đặc điểm riêng
- Phi đoàn: 1
- Chiều dài: 18.80 m (61 ft 8 in)
- Sải cánh:
  - Cánh xòe: 15.40 m (50 ft 6 in)
  - Cánh cụp: 8.70 m (28 ft 7 in)
- Góc quét: 23° đến 70°
- Chiều cao: 5.35 m (17 ft 7 in)
- Diện tích cánh: 37.0 m² (398.26 ft²)
- Trọng lượng rỗng: 14.740 kg (32.500 lb)
- Trọng lượng cất cánh tối đa: 23.800 kg (52.470 lb)
- Động cơ: 2× động cơ phản lực SNECMA Atar 9K50, lực đẩy 70.1 kN (15.800 lbf) mỗi chiếc

### Hiệu suất bay
- Vận tốc cực đại: Mach 2.2 (2.495 km/h, 1.550 mph)
- Tầm bay: 3.850 km (2.080 nm, 2.390 mi)
- Trần bay: 18.500 m (60.700 ft)
- Vận tốc lên cao: n/a
- Lực nâng của cánh: n/a
- Lực đẩy/trọng lượng: n/a

## Nội dung liên quan

### Máy bay có tính năng tương đương
- Mikoyan-Gurevich MiG-23
- F-111 Aardvark

### Danh sách tiếp theo
- 5 - 50 - F1 - G - 2000/2000N/D - |4000